# Ісмаїлово (Дюртюлинський район)
Ісмаї́лово (рос. Исмаилово, башк. Исмаил) — село у складі Дюртюлинського району Башкортостану, Росія. Адміністративний центр Ісмаїловської сільської ради.
Населення — 2081 особа (2010; 2006 у 2002).
Національний склад:
- башкири — 49 %
- татари — 37 %

Стара назва — Ісмайлово.